# Хайбуллінський район
Ха́йбуллінський район (рос. Хайбуллинский район, башк. Хәйбулла районы) — адміністративна одиниця Республіки Башкортостан Російської Федерації.
Адміністративний центр — село Ак'яр.

## Населення
Населення району становить 30306 осіб (2019, 33398 у 2010, 33072 у 2002).

## Адміністративно-територіальний поділ
На території району 14 сільських поселень, які називаються сільськими радами:
| Поселення                    | Площа, км² | Населення, осіб (2002) | Населення, осіб (2010) | Населення, осіб (2019) | Центр         | Населені пункти |
| ---------------------------- | ---------- | ---------------------- | ---------------------- | ---------------------- | ------------- | --------------- |
| Абішевська сільська рада     | 397,81     | 1310                   | 1180                   | 911                    | Большеабішево | 5               |
| Ак'юловська сільська рада    | 290,27     | 1055                   | 799                    | 636                    | Галіахметово  | 4               |
| Ак'ярська сільська рада      | 176,76     | 6932                   | 8338                   | 8884                   | Ак'яр         | 3               |
| Антінганська сільська рада   | 151,82     | 1108                   | 1025                   | 855                    | Антінган      | 2               |
| Бурібаївська сільська рада   | 29,10      | 4452                   | 4553                   | 4328                   | Бурібай       | 1               |
| Івановська сільська рада     | 235,60     | 1457                   | 1298                   | 977                    | Івановка      | 5               |
| Маканська сільська рада      | 399,36     | 2492                   | 2448                   | 2111                   | Макан         | 4               |
| Новозірганська сільська рада | 132,44     | 1017                   | 1000                   | 905                    | Новий Зірган  | 3               |
| Самарська сільська рада      | 246,32     | 1935                   | 1785                   | 1496                   | Самарське     | 4               |
| Таналицька сільська рада     | 550,81     | 2504                   | 2391                   | 2052                   | Подольськ     | 6               |
| Татир-Узяцька сільська рада  | 269,68     | 2167                   | 2058                   | 1525                   | Татир-Узяк    | 4               |
| Уфімська сільська рада       | 518,42     | 3100                   | 3033                   | 2548                   | Уфімський     | 8               |
| Федоровська сільська рада    | 127,68     | 1110                   | 1164                   | 1058                   | Федоровка     | 2               |
| Цілинна сільська рада        | 385,59     | 2433                   | 2326                   | 2020                   | Цілинне       | 5               |

## Найбільші населені пункти
| №  | Населений пункт | Населення, осіб (2002) | Населення, осіб (2010) |
| -- | --------------- | ---------------------- | ---------------------- |
| 1  | Ак'яр           | 5 549                  | 6 941                  |
| 2  | Бурібай         | 4 452                  | 4 553                  |
| 3  | Уфімський       | 1 404                  | 1 329                  |
| 4  | Макан           | 1 260                  | 1 288                  |
| 5  | Татир-Узяк      | 1 131                  | 1 146                  |
| 6  | Цілинне         | 1 175                  | 1 120                  |
| 7  | Подольськ       | 1 123                  | 1 083                  |
| 8  | Івановка        | 935                    | 877                    |
| 9  | Самарське       | 906                    | 877                    |
| 10 | Степний         | 763                    | 756                    |